# Легка поведінка (фільм, 1928)
«Легка поведінка» (англ. Easy Virtue) — англійський трилер режисера Альфреда Гічкока 1928 року.

## Сюжет
Відбувається гучний шлюборозлучний процес: містер Філтон, який полюбляє випити, запідозрив, що дружина Ларіта зраджує йому з художником, який малював її портрет. Після розлучення Ларіта вирушила на південь Франції, щоб відволіктися від метушні і від думки про свою безнадійно зіпсовану репутацію, — адже відтепер вона — «жінка легкої поведінки». На Рів'єрі вона зустрічає молодого чоловіка Джона Віттекера, який закохується в неї і, не бажаючи нічого знати про її минуле, одружується з нею. Після повернення на батьківщину він знайомить домочадців зі своєю дружиною. Його мати, яка завжди бажала його одруження з Сарою, відразу ж незлюбила невістку.

## У ролях
- Ізабель Джинс — Ларіта Філтон
- Робін Ірвайн — Джон Віттекер
- Вайолет Фейрбразер — місіс Віттекер
- Енід Стемп-Тейлор — Сара
- Франклін Дайалл — Обрі Філтон
- Ерік Бренсбі Вільямс — Клод Робсон
- Ієн Гантер — адвокат
- Френк Елліотт — полковник Віттекер
- Дороті Бойд — Хільда Віттекер